# KCAU-Fernsehsendemast
Der KCAU-Fernsehsendemast ist ein abgespannter Sendemast für die Verbreitung von Fernsehprogrammen in Sioux City, Iowa, USA. Der 1965 errichtete KCAU-Fernsehsendemast gehört mit 609,6 m zu den höchsten Bauwerken der Erde.